# Petr Franěk
Petr Franěk (* 6. dubna 1975 v Mostě) je bývalý český hokejový brankář, naposled hrající za tým HC Verva Litvínov. V roce 1996 reprezentoval Česko na MS 1996, kde Česká republika získala zlato. Kariéru ukončil v roce 2013/2014 v HC Verva Litvínov.

## Ocenění a úspěchy
- 1998 AHL – All-Star Game
- 1998 AHL – Nejlepší brankář v prosinci 1997
- 2004 ČHL – Nejnižší průměr inkasovaných branek v playoff

## Prvenství
- Debut v ČHL – 17. září 1993 (HC Chemopetrol Litvínov proti HC Dukla Jihlava)
- První inkasovaný gól v ČHL – 17. září 1993 (HC Chemopetrol Litvínov proti HC Dukla Jihlava, českým útočníkem Viktorem Ujčíkem)
- První vychytaná nula v ČHL – 26. září 1995 (HC ZKZ Plzeň proti HC Chemopetrol Litvínov)

## Hráčská kariéra
- 1992/1993 – HC Chemopetrol Litvínov
- 1993/1994 – HC Chemopetrol Litvínov
- 1994/1995 – HC Chemopetrol Litvínov
- 1995/1996 – HC Chemopetrol Litvínov
- 1996/1997 – Hershey Bears (AHL), Brantford Smoke (CoHL), Québec Rafales (IHL)
- 1997/1998 – Hershey Bears (AHL)
- 1998/1999 – Las Vegas Thunder, Utah Grizzlies oba (IHL)
- 1999/2000 – Nürnberg Ice Tigers (DEL)
- 2000/2001 – HC Energie Karlovy Vary
- 2001/2002 – HC Energie Karlovy Vary
- 2002/2003 – HC Energie Karlovy Vary
- 2003/2004 – HC Energie Karlovy Vary, HC Slavia Praha
- 2004/2005 – HC Slavia Praha
- 2005/2006 – HC Slavia Praha
- 2006/2007 – HC Slavia Praha, Iserlohn Roosters (DEL)
- 2007/2008 – HC Benzina Litvínov
- 2008/2009 – HC Benzina Litvínov
- 2009/2010 – HC Benzina Litvínov
- 2010/2011 – HC Benzina Litvínov
- 2011/2012 – HC Verva Litvínov
- 2012/2013 – HC Verva Litvínov
- 2013/2014 – HC Verva Litvínov

## Reprezentace
| Rok                       | Tým                       | Soutěž                    | Z | V | P | R | MIN | OG | ČK | POG  | %ChS |
| ------------------------- | ------------------------- | ------------------------- | - | - | - | - | --- | -- | -- | ---- | ---- |
| 1993                      | Česko 18                  | MEJ                       | 5 | — | — | — | —   | —  | —  | 1.78 | —    |
| 1994                      | Česko 20                  | MSJ                       | 3 | — | — | — | —   | —  | —  | 5.21 | .782 |
| Juniorská kariéra celkově | Juniorská kariéra celkově | Juniorská kariéra celkově | 8 | — | — | — | —   | —  | —  | —    | —    |